# Blaise Matuidi
Blaise Matuidi (sinh ngày 9 tháng 4 năm 1987) là một cựu cầu thủ bóng đá chuyên nghiệp người Pháp từng thi đấu ở vị trí tiền vệ.
Matuidi bắt đầu sự nghiệp bóng đá của mình khi chơi cho các câu lạc bộ nghiệp dư ở vùng Île-de-France , chẳng hạn như US Fontenay-sous-Bois và CO Vincennois. Năm 1999, anh được chọn vào học tại học viện Clairefontaine danh giá. Sau khi rời Clairefontaine, Matuidi gia nhập câu lạc bộ bán chuyên nghiệp Créteil và dành ba năm phát triển trong học viện đào tạo trẻ của câu lạc bộ. Năm 2004, anh ký hợp đồng với câu lạc bộ chuyên nghiệp Troyes và có trận ra mắt chuyên nghiệp trong mùa giải 2004–05. Sau ba mùa giải với Troyes, Matuidi gia nhập Saint-Étienne. Tại Saint-Étienne, anh ấy chơi tại đấu trường châu Âu lần đầu tiên sau khi góp mặt tại UEFA Cup mùa giải 2008–09. Trong mùa giải 2009–10, anh được bầu là đội trưởng đội đầu tiên dưới thời huấn luyện viên Alain Perrin. Vào tháng 7 năm 2011, sau 4 mùa giải thi đấu cho Saint-Étienne, Matuidi chuyển đến Paris Saint-Germain theo bản hợp đồng có thời hạn 3 năm. Anh đã giành được 16 danh hiệu trong nước trong thời gian thi đấu cho câu lạc bộ, bao gồm 4 chức vô địch Ligue 1 liên tiếp. Năm 2017, anh gia nhập Juventus của Ý, giành cú đúp quốc nội trong mùa giải đầu tiên, tiếp theo là hai chức vô địch liên tiếp trong hai mùa giải tiếp theo, cũng như Supercoppa Italiana 2018. Anh gia nhập câu lạc bộ MLS Inter Miami vào mùa hè năm 2020.
Matuidi là cựu tuyển thủ trẻ người Pháp, từng đại diện cho quốc gia của mình ở cấp độ U-19 và U-21. Vào tháng 8 năm 2010, Matuidi lần đầu tiên được gọi vào đội tuyển quốc gia dưới thời tân huấn luyện viên Laurent Blanc. Anh ấy đã ra mắt quốc tế vào tháng 9 năm 2010 trong một trận đấu vòng loại UEFA Euro 2012 với Bosnia và Herzegovina và kể từ đó đã đại diện cho quốc gia của mình tại hai kỳ UEFA Euro và hai kỳ FIFA World Cup, giành ngôi á quân tại Euro 2016 và vô địch FIFA World Cup 2018.

## Đầu đời
Matuidi sinh ra ở Toulouse, Haute-Garonne, với cha là người Angola, Faria Rivelino, và mẹ là người Congo, Élise. Rivelino di cư đến Pháp khi còn nhỏ. Matuidi có bốn anh chị em khác và được lớn lên ở ngoại ô Fontenay-sous-Bois, Paris. Anh ấy trở nên thu hút môn thể thao bóng đá khi xem Paris Saint-Germain và trở thành một người thần tượng cựu cầu thủ tấn công của PSG, Jay-Jay Okocha.

## Sự nghiệp câu lạc bộ

### Sự nghiệp ban đầu
Matuidi bắt đầu sự nghiệp bóng đá của mình khi mới 6 tuổi khi chơi cho câu lạc bộ quê hương US Fontenay-sous-Bois. Sau năm năm ở câu lạc bộ, anh gia nhập CO Vincennes ở Vincennes gần đó , nơi anh là đồng đội với Yacine Brahimi trong một năm. Năm 1999, Matuidi được đánh giá là một trong những cầu thủ xuất sắc nhất vùng Île-de-France và sau đó được chọn vào học tại học viện Clairefontaine danh tiếng. Anh ấy được đào tạo tại học viện trong ba mùa giải, chơi ở đó vào các ngày trong tuần trong khi đồng thời chơi cho Vincennes vào cuối tuần. Năm 2001, Matuidi rời Vincennes để ký hợp đồng với câu lạc bộ bán chuyên nghiệp Créteil theo nguyện vọnghợp đồng (thanh niên). Anh ấy đã trải qua bốn năm trong học viện đào tạo trẻ của câu lạc bộ nhanh chóng trở thành một trong những triển vọng được săn đón nhất của câu lạc bộ. Bất chấp lời đề nghị hấp dẫn từ nhà đương kim vô địch Lyon, Matuidi đã ký hợp đồng với Troyes, với lý do chính là trung tâm đào tạo của câu lạc bộ.

### Troyes
Matuidi bắt đầu sự nghiệp của mình với Troyes khi chơi trong đội dự bị của câu lạc bộ ở giải nghiệp dư Championnat de France 2 , giải hạng năm của bóng đá Pháp. Vào tháng 11 năm 2004, anh được huấn luyện viên Jean-Marc Furlan gọi vào đội cao cấp và có trận ra mắt chuyên nghiệp vào ngày 23 tháng 11 trong trận đấu với Gueugnon tại Ligue 2 của đội. Matuidi bắt đầu trận đấu và chơi hơn 60 phút trong chiến thắng 2–1. Lần xuất hiện duy nhất của anh ấy với đội cấp cao trong mùa giải 2004–05 là vào ngày 4 tháng 2 năm 2005 trong một trận đấu với Guingamp. Matuidi đã xuống hạng trở lại đội dự bị của câu lạc bộ trong phần còn lại của chiến dịch, nơi anh đã giúp đội cán đích ở vị trí thứ sáu. Trong mùa giải tiếp theo, Matuidi được đôn lên đội cấp cao, đội hiện đang chơi ở Ligue 1, trên cơ sở lâu dài. Anh được Furlan đưa vào đá chính và xuất hiện trong 31 trận đấu tại giải VĐQG. Matuidi cũng là một trong những người dẫn đầu giải đấu về số thẻ tích lũy, với 11. Anh ghi bàn thắng chuyên nghiệp đầu tiên vào ngày 11 tháng 1 năm 2006 trong chiến thắng 1–0 trước Lille, biến một cú vô lê được giới truyền thông mô tả là "tuyệt đẹp." Bất chấp mùa giải cá nhân ấn tượng từ Matuidi, Troyes chỉ xếp trên một vị trí trên khu vực xuống hạng.
Tiếp theo mùa giải, vào ngày 16 tháng 6 năm 2006, Matuidi ký hợp đồng chuyên nghiệp đầu tiên của mình, đồng ý ký hợp đồng bốn năm với Troyes bất chấp sự quan tâm từ câu lạc bộ Anh Charlton Athletic. Bất chấp việc Furlan bị sa thải, Matuidi vẫn là lựa chọn số một dưới thời tân HLV Denis Troch. Anh ấy đã xuất hiện trong tổng số 35 trận đấu và ghi được ba bàn thắng. Anh ấy cũng giảm tích lũy thẻ của mình xuống chỉ còn sáu. Có thể cho rằng màn trình diễn tuyệt vời nhất của Matuidi trong màu áo Troyes là vào ngày 28 tháng 4 năm 2007 trước Sedan , người mà Troyes đang cạnh tranh trong trận chiến trụ hạng. Khi Troyes dẫn trước 2–1 trên sân nhà khi còn 15 phút, Matuidi ghi bàn gỡ hòa ở phút thứ 75. Tám phút sau, anh ghi bàn thắng ấn định chiến thắng 3–2 cho Troyes. Matuidi ghi bàn một lần nữa vào ngày thi đấu cuối cùng của mùa giải trước Lens trong chiến thắng 3–0, tuy nhiên, Troyes vẫn rớt xuống Ligue 2 sau khi kết thúc mùa giải ở vị trí thứ 18. Việc câu lạc bộ xuống hạng trở lại Ligue 2 gây ra những đồn đoán về tương lai của Matuidi với câu lạc bộ.

### Saint-Étienne

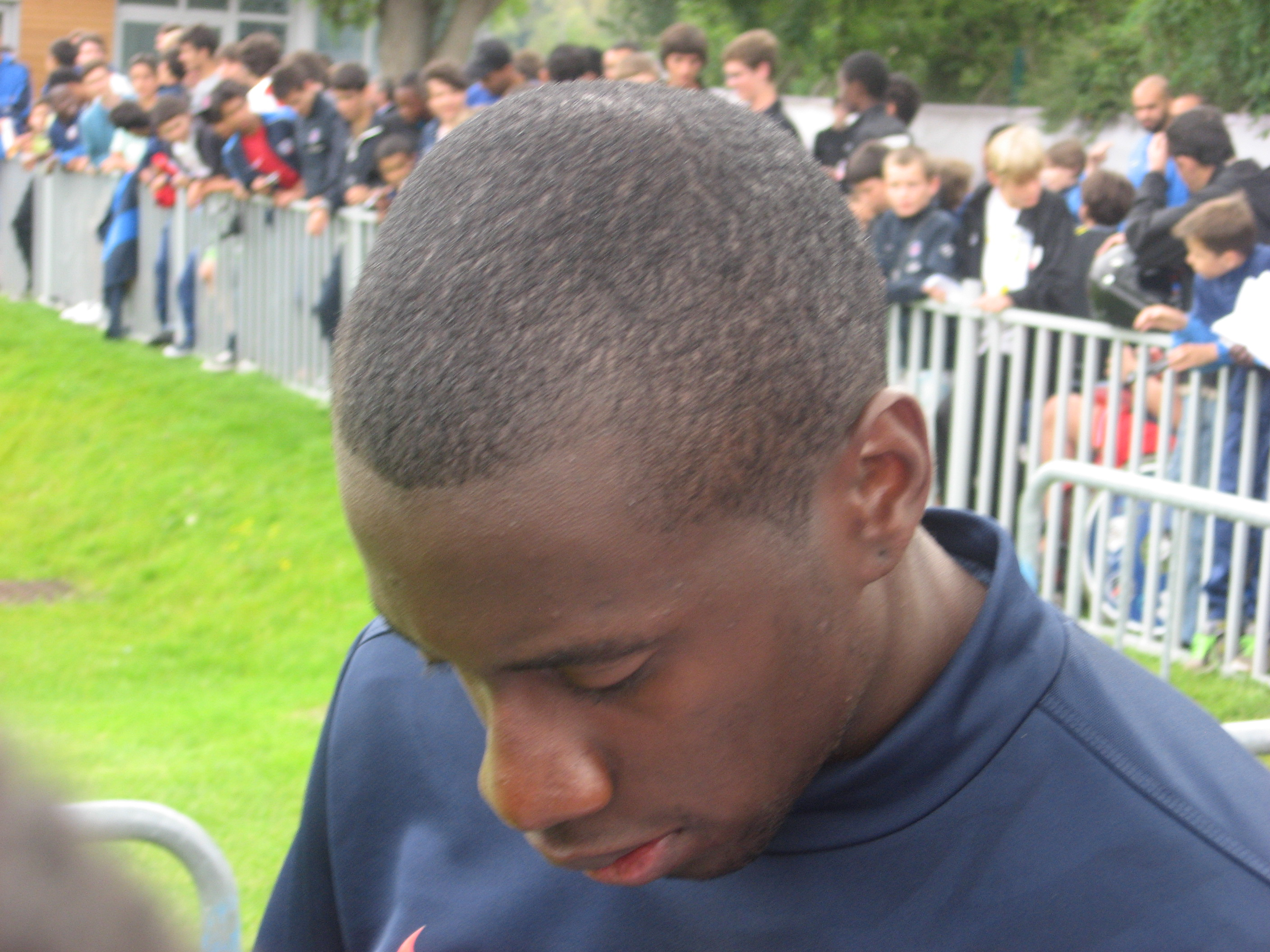
Matuidi ký tặng người hâm mộ năm 2011.

Mặc dù được liên hệ với đội chủ nhà của các câu lạc bộ ở Ligue 1, đặc biệt là Bordeaux , Lille và Monaco, vào ngày 12 tháng 7 năm 2007, giới truyền thông đã xác nhận rằng Matuidi đã đồng ý gia nhập Saint-Étienne sau khi đồng ý với câu lạc bộ với bản hợp đồng có thời hạn 4 năm. Khi đến, Matuidi được trao chiếc áo số 12 và được đưa vào đội hình xuất phát, nơi anh thiết lập quan hệ tiền vệ với Loïc Perrin và Christophe Landrin. Anh ấy cũng hình thành mối quan hệ với cựu và đồng đội Troyen Bafétimbi Gomis, người đã có một mùa giải đột phá. Matuidi có trận ra mắt câu lạc bộ vào ngày 11 tháng 8 năm 2007 trong trận đấu với Valenciennes . Anh ấy vẫn là lựa chọn số một trong cả mùa giải dưới thời Laurent Roussey. Cuộc chơi của câu lạc bộ trong mùa giải đó đã lên đến đỉnh điểm với vị trí thứ năm và giành quyền tham dự UEFA Cup.
Trong mùa giải 2008–09 , những màn trình diễn của Matuidi đã thu hút sự chú ý của câu lạc bộ Anh Arsenal, người đã cử tuyển trạch viên Gilles Grimandi của họ theo dõi anh. Grimandi sau đó đã giới thiệu cầu thủ này cho người đồng hương Pháp và huấn luyện viên Arsenal, Arsène Wenger. Matuidi cũng được câu lạc bộ Ý Milan theo dõi trong mùa giải. Vào ngày 16 tháng 8 năm 2008, anh ghi bàn thắng đầu tiên trong sự nghiệp cho Saint-Étienne trong chiến thắng 2-1 trước Sochaux .  Matuidi có trận ra mắt châu Âu vào ngày 18 tháng 9 năm 2008 trong trận đấu lượt đi của đội ở vòng đầu tiên của UEFA Cup với Israelcâu lạc bộ Hapoel Tel Aviv. Anh ấy đã có tám lần ra sân trong cuộc thi này khi Saint-Étienne cuối cùng lọt vào Vòng 16 trước khi bị loại trước câu lạc bộ Đức Werder Bremen . Matuidi xuất hiện liên tục trong giải đấu cho đến khi nhận thẻ đỏ đầu tiên trong sự nghiệp trong trận thua 3–0 của đội trước Lille. Trong nửa sau của mùa giải, Matuidi và câu lạc bộ nói chung phải vật lộn với chấn thương. Tập thể tan vỡ của đội dẫn đến việc Saint-Étienne gần như không thể xuống hạng, họ đã sống sót trong ngày cuối cùng của mùa giải. Sau mùa giải, Matuidi tuyên bố ý định rời câu lạc bộ, nói với tờ L'Equipe của Pháp, "Mong muốn của tôi là rời đi vì tôi nghĩ đã đến lúc." Matuidi cũng tuyên bố rằng anh sẽ rất vui nếu được ở lại Saint-Étienne. Sau khi không nhận được bất kỳ lời đề nghị quan trọng nào từ các câu lạc bộ vào mùa hè năm 2009, giám đốc thể thao Damien Comolli thông báo rằng Matuidi sẽ ở lại câu lạc bộ trong mùa giải 2009–10.
Matuidi được huấn luyện viên sắp tới Alain Perrin bổ nhiệm làm đội trưởng của câu lạc bộ sau trận đấu đầu tiên của mùa giải 2009–10 do chấn thương của đội trưởng đương nhiệm Loïc Perrin. Bất chấp việc Loïc Perrin trở lại đội vào tháng 9 năm 2009, Matuidi vẫn giữ chiếc băng đội trưởng. Dưới sự dẫn dắt của ông, Saint-Étienne đã đánh bại nhà đương kim vô địch Bordeaux 3–1 vào ngày 3 tháng 10 năm 2009. Sau khi sa thải Alain Perrin giữa mùa giải, huấn luyện viên sắp tới Christophe Galtier đã trả lại băng đội trưởng cho Loïc Perrin. Vào ngày 18 tháng 5 năm 2010, Matuidi đã tham gia vào một cuộc xô xát thể lực với đồng đội Dimitri Payet trong trận thua 1–0 của đội trước Toulouse. Giữa hiệp một, Payet nhận chỉ trích từ đồng đội Yohan Benalouane vì thể hiện sự thiếu quyết liệt. Sau đó, anh phải đối mặt với Matuidi, người lặp lại tình cảm của Benalouane. Matuidi và Payet đã đối mặt với nhau khi cầu thủ sau đó tung một cú vào đầu Matuidi trước khi cả hai bị trọng tài Bruno Coue và đồng đội tách ra. Hậu quả của vụ việc, Payet bị thay ra sau 31 phút và bị chủ tịch câu lạc bộ Roland Romeyer xử phạt. Vào ngày 6 tháng 10 năm 2010, sau khi cả Matuidi và Payet được gọi vào đội tuyển quốc gia Pháp, Matuidi mô tả cuộc hỗn chiến là "sự thiếu chín chắn" của cả hai cầu thủ, trong khi Payet mô tả vụ việc là "một cuộc tranh cãi không có chỗ đứng" và "sự việc đã được giải thích và cả hai đang ở trên sân mới".

### Paris Saint-Germain

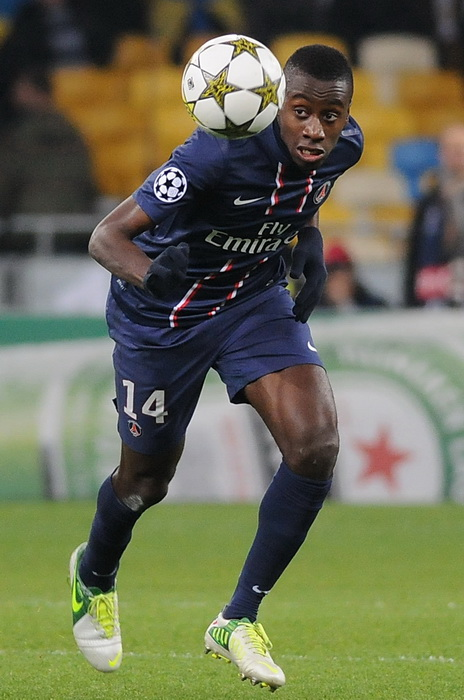
Matuidi với Paris Saint-Germain năm 2012.

Vào ngày 25 tháng 7 năm 2011, Paris Saint-Germain xác nhận rằng câu lạc bộ đã ký hợp đồng 3 năm với Matuidi để thay thế cho Claude Makélélé đã giải nghệ. Phí chuyển nhượng không được tiết lộ, nhưng dự kiến sẽ nằm trong khu vực 7,5 triệu euro cộng với các ưu đãi trong tương lai. Matuidi được giới thiệu với giới truyền thông cùng ngày cùng với người đồng đội quốc tế mới Jérémy Ménez và được giao chiếc áo số 14. Anh ấy có trận ra mắt câu lạc bộ của mình cho đội trong trận thua 1–0 trước New York Red Bulls tại Emirates Cup. Matuidi có trận ra mắt đầu tiên cho PSG vào ngày 6 tháng 8 năm 2011 trong trận thua 0-0 trước Lorient của đội. Trong mùa giải 2012–13, Matuidi ghi bàn trong các trận thắng Bastia (0–4), Troyes (4–0, 0–1), Lyon (1–0) và Brest khi PSG lần đầu tiên vô địch Ligue 1 sau 19 năm. Anh ghi bàn thắng đầu tiên tại UEFA Champions League trong trận thắng 4–0 trước Dinamo Zagreb tại Parc des Princes vào ngày 6 tháng 11 năm 2012, và ghi bàn thắng gỡ hòa ở phút bù giờ trong trận tứ kết lượt đi hòa 2–2 trước Barcelona.
Vào ngày 24 tháng 5 năm 2013, Matuidi là một trong năm cầu thủ PSG có tên trong Đội hình xuất sắc nhất Ligue 1.
Vào ngày 26 tháng 2 năm 2014, Matuidi đồng ý gia hạn hợp đồng bốn năm. Vào ngày 10 tháng 5 năm 2014, anh ghi bàn trong chiến thắng 3–1 của PSG trước Lille khi Parisians lập kỷ lục điểm mới ở Ligue 1.
Vào ngày 30 tháng 9 năm 2014, Matuidi ghi bàn thắng quyết định cho PSG trong chiến thắng 3–2 trên sân nhà trước Barcelona ở vòng bảng UEFA Champions League 2014–15.
Vào ngày 16 tháng 5 năm 2015, anh ghi bàn trong chiến thắng 2-1 tại Montpellier để xác nhận chức vô địch giải VĐQG Pháp thứ ba liên tiếp cho Paris Saint-Germain.
Trong mùa giải 2015–16, Matuidi lần thứ hai được xướng tên trong Đội hình tiêu biểu của UNFP Ligue 1. Vào ngày 21 tháng 5 năm 2016, anh ghi bàn mở tỷ số trong trận chung kết Coupe de France 2016 của PSG trước Marseille để ghi bàn thứ hai liên tiếp ở giải đấu quốc nội - Coupe de France - Coupe de la Ligue tạo thành cú ăn ba quốc nội cho câu lạc bộ.
Vào ngày 28 tháng 9 năm 2016, Matuidi ghi bàn thắng gỡ hòa cho PSG trong chiến thắng 3–1 trên sân khách trước Ludogorets Razgrad trong trận đấu thứ hai bảng A UEFA Champions League 2016–17 của PSG, bàn thắng đầu tiên của anh cho PSG kể từ trận Chung kết Coupe de France 2016 .

### Juventus
Vào ngày 18 tháng 8 năm 2017, Matuidi gia nhập Juventus theo hợp đồng ba năm sẽ hết hạn vào ngày 30 tháng 6 năm 2020. Phí chuyển nhượng ban đầu là 20 triệu euro, cộng với khoản tiền thưởng tiềm năng lên đến 10,5 triệu euro tùy thuộc vào số lần ra sân của anh ấy trong các trận đấu cạnh tranh của Juventus trong ba mùa giải tiếp theo.  Anh có trận ra mắt câu lạc bộ và Serie A vào ngày 19 tháng 8 năm 2017, trong chiến thắng 3–0 trên sân nhà trước Cagliari. Matuidi ghi bàn thắng đầu tiên cho Juventus vào ngày 17 tháng 12; bàn thắng cuối cùng trong chiến thắng 3–0 trên sân khách trước Bologna.
Vào ngày 1 tháng 9 năm 2018, Matuidi ghi bàn thắng đầu tiên của mình trong mùa giải 2018–19 trong chiến thắng 2-1 trên sân khách trước Parma ở Serie A. Vào ngày 30 tháng 10 năm 2019, Matuidi có trận đấu thứ 100 cho Juventus trong trận thắng 2-1 trên sân nhà. giành chiến thắng trước Genoa ở Serie A.
Vào ngày 12 tháng 8 năm 2020, Matuidi chấm dứt hợp đồng với Juventus trên cơ sở nhất trí. Trong ba mùa giải ở câu lạc bộ, Matuidi đã giành được ba chức vô địch Serie A, một Coppa Italia và một Supercoppa Italiana; anh đã chơi 133 trận trên mọi đấu trường cho Juventus, nhiều hơn bất kỳ cầu thủ nào khác ở câu lạc bộ kể từ khi anh đến - ngoài Paulo Dybala (134) - và ghi được tám bàn thắng, đồng thời cung cấp năm đường kiến tạo.

### Inter Miami
Vào ngày 13 tháng 8 năm 2020, Matuidi ký hợp đồng với câu lạc bộ Inter Miami của Major League Soccer theo dạng chuyển nhượng tự do. Anh ra mắt câu lạc bộ vào ngày 6 tháng 9, trong trận hòa không bàn thắng trên sân nhà trước Nashville tại MLS. Vào tháng 5 năm 2021, Inter Miami phải nộp phạt 2 triệu đô la Mỹ vì vi phạm các quy tắc của MLS, vì Matuidi là cầu thủ được chỉ định thứ tư trong đội thay vì ba người được phép.
Vào tháng 1 năm 2022, Matuidi không được điền tên vào danh sách đăng ký cầu thủ của Inter Miami cho mùa giải 2022.
Ngày 24 tháng 12 năm 2022, Matuidi tuyên bố giã từ sự nghiệp thi đấu chuyên nghiệp sau 18 năm thi đấu.

## Sự nghiệp quốc tế

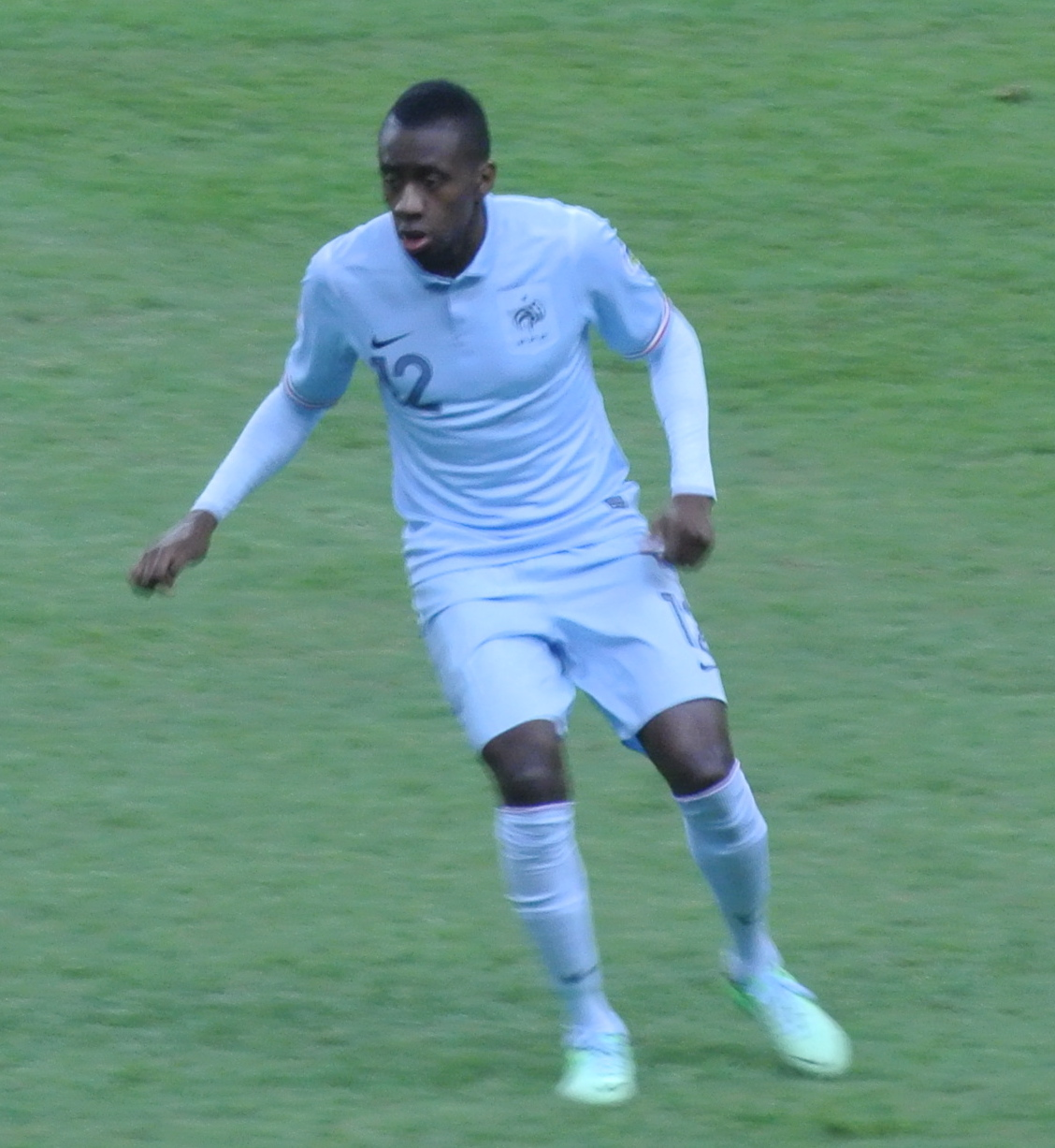
Matuidi chơi cho Pháp gặp Georgia năm 2013.

Matuidi là một cựu tuyển thủ trẻ người Pháp, từng đại diện cho quốc gia của mình ở cấp độ U-19 và U-21. Anh ấy không được chú ý trong khi phát triển ở cả Créteil và Troyes; Tuy nhiên, sau khi thành lập ở mùa giải 2006–07 với câu lạc bộ thứ hai, anh được huấn luyện viên Guy Ferrier gọi vào đội U-19. Matuidi có trận ra mắt đội trẻ quốc tế vào ngày 5 tháng 10 năm 2005 trong chiến thắng 4–0 trước Na Uy. Sau đó, anh xuất hiện cùng đội trong các trận đấu vòng loại cho Giải vô địch bóng đá U-19 châu Âu năm 2006 của UEFA. Pháp cuối cùng đã không đủ điều kiện cho giải đấu và Matuidi kết thúc chiến dịch với chín lần ra sân và không ghi được bàn thắng nào.
Matuidi có lần đầu tiên được gọi vào đội tuyển dưới 21 tuổi dưới sự dẫn dắt của huấn luyện viên René Girard trong trận đấu đầu tiên của đội sau Giải vô địch bóng đá U-21 Châu Âu năm 2006 gặp Bỉ, xuất hiện trong hiệp một thay cho Jimmy Briand. Anh góp mặt trong các trận đấu vòng loại của Giải vô địch bóng đá U-21 châu Âu 2007 và xuất hiện trong vai trò dự bị trong cả hai lượt trận trong trận thua bất ngờ của đội trước Israel ở vòng loại trực tiếp. Matuidi là một trong số ít những cầu thủ chưa đủ tuổi ở lại với đội sau khi bị loại khi xuất hiện cùng đội trong trận đấu đầu tiên của năm 2007 với Thụy Điển, mà Pháp đã thắng 4–0. Matuidi xuất hiện cùng đội trong mười trận đấu tiếp theo, bao gồm cả vòng loại Giải vô địch bóng đá U-21 châu Âu 2009. Sau khi bỏ lỡ trận đấu cuối cùng của năm 2007, anh ấy đã trở lại đội cho trận đấu đầu tiên của họ trong năm 2008 với Tây Ban Nha. Matuidi ở lại với đội trong phần còn lại của chiến dịch vòng loại. Sự nghiệp dưới 21 tuổi của anh ấy đã kết thúc sau thất bại của đội trước Đức trong trận play-off hai lượt trận, xác định ai sẽ giành được một suất tham dự Giải vô địch bóng đá U-21 châu Âu 2009.

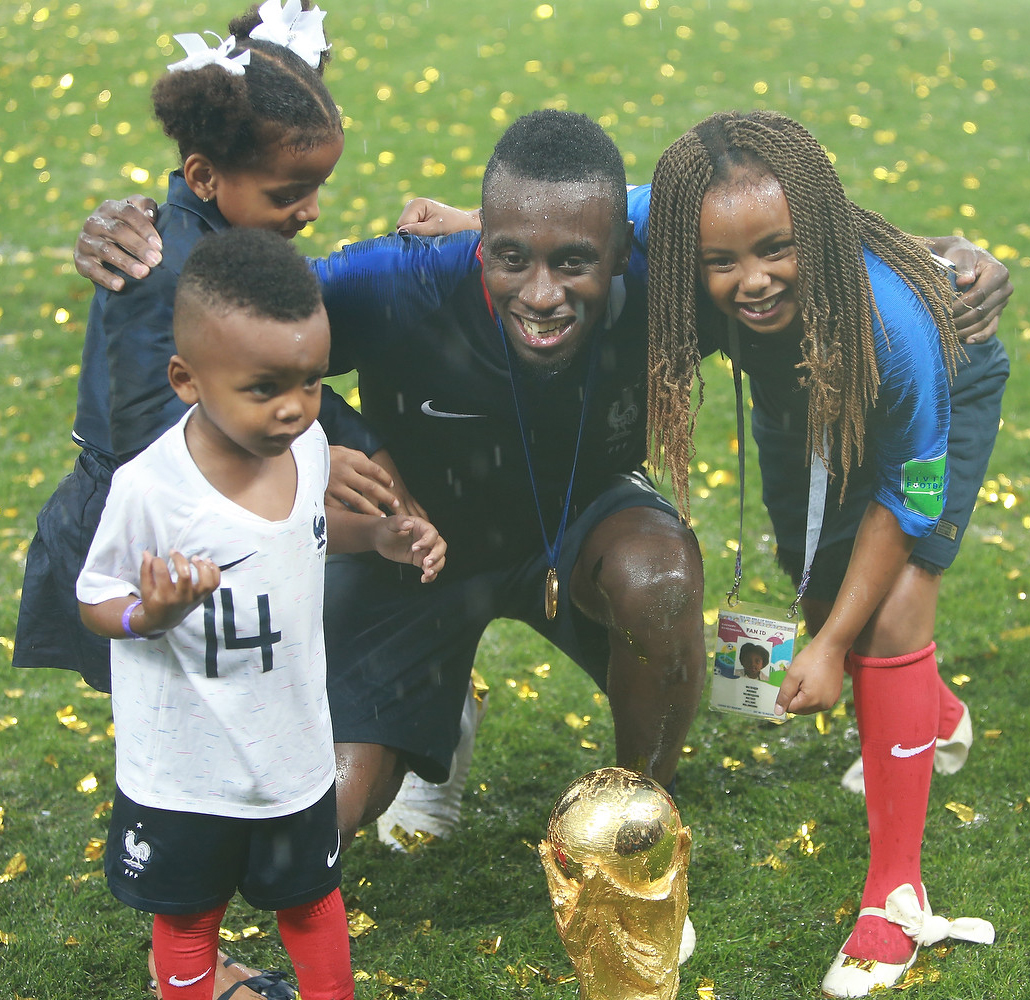
Matuidi và các con tạo dáng với Cúp FIFA World Cup 2018

Sau khi không thể xuất hiện ở cấp độ quốc tế trong gần hai năm, vào ngày 5 tháng 8 năm 2010, Matuidi lần đầu tiên được tân huấn luyện viên Laurent Blanc gọi vào đội cấp cao cho trận giao hữu của đội với Na Uy vào ngày 11 tháng 8 năm 2010. Anh không thể góp mặt trong trận đấu, nhưng được gọi trở lại đội vào tháng sau vì chấn thương để thay thế cho các trận đấu vòng loại UEFA Euro 2012 gặp Belarus và Bosnia và Herzegovina. Matuidi đã có trận ra mắt quốc tế trong chiến thắng 2–0 của đội trước Bosnia và Herzegovina, anh vào sân thay người. Vào ngày 29 tháng 3 năm 2011, anh có trận đấu đầu tiên trong trận hòa 0–0 của đội với Croatia.
Matuidi có tên trong danh sách đội tuyển Pháp tham dự Euro 2012 nhưng không ra sân tại giải đấu vì chấn thương. Anh ấy đã ra sân chín lần trong vòng loại FIFA World Cup 2014 và gây ấn tượng ở vị trí tiền vệ trong trận thắng 3–0 của đội trước Ukraine tại Stade de France để đảm bảo suất tham dự.
Matuidi ghi bàn thắng quốc tế đầu tiên của anh ấy bằng một cú đá xe đạp chổng ngược trong chiến thắng 2–0 giao hữu với Hà Lan vào ngày 5 tháng 3 năm 2014.
Vào ngày 13 tháng 5 năm 2014, Matuidi có tên trong đội hình của Didier Deschamps tham dự World Cup 2014 .  Vào ngày 8 tháng 6, anh ghi hai bàn giúp Pháp đánh bại Jamaica 8–0 trong trận đấu giao hữu trước World Cup của họ.
Matuidi đá chính cùng với Paul Pogba và Yohan Cabaye ở hàng tiền vệ trong trận mở màn của giải đấu của Pháp, thắng lợi 3–0 trước Honduras. Trong trận đấu thứ hai, Matuidi ghi bàn thắng đầu tiên trong một giải đấu quốc tế khi Les Bleus đánh bại Thụy Sĩ với tỷ số 5–2 và đủ điều kiện vào vòng loại trực tiếp.
Vào tháng 5 năm 2016, Matuidi được huấn luyện viên đội tuyển quốc gia Deschamps điền tên vào danh sách 23 cầu thủ của Pháp tham dự Euro 2016, được tổ chức trên sân nhà. Vào ngày 3 tháng 7, Matuidi đã kiến tạo để Olivier Giroud ghi bàn mở tỷ số trong trận tứ kết của giải đấu tại Stade de France, khi nước chủ nhà đánh bại Iceland với tỷ số 5–2. Anh bắt đầu trong trận chung kết của giải đấu vào ngày 10 tháng 7, nơi Pháp chịu thất bại 1–0 trong hiệp phụ trước Bồ Đào Nha.
Vào ngày 17 tháng 5 năm 2018, anh được gọi vào danh sách 23 cầu thủ tham dự FIFA World Cup 2018 tại Nga. Vào ngày 15 tháng 7, Matuidi đá chính trong chiến thắng 4–2 của Pháp trước Croatia trong trận chung kết của giải đấu.

## Phong cách thi đấu
Được mô tả là một "cầu thủ quyết liệt và mạnh mẽ", với các thuộc tính phòng ngự tốt, Matuidi đặc biệt được biết đến với năng lượng, tốc độ làm việc, khả năng di chuyển, sự bền bỉ và sức mạnh thể chất, cũng như kỷ luật, ý thức vị trí và chiến thuật của anh ấy. trí thông minh, giúp anh ấy xuất sắc trong vai trò cầm bóng ở khu vực giữa sân, nhờ khả năng thu hẹp khoảng trống, đánh chặn những đường bóng lỏng lẻo hoặc phá vỡ khả năng cầm bóng. Mặc dù không đặc biệt khéo léo hoặc có năng khiếu từ quan điểm kỹ thuật, anh ấy là một cầu thủ đa năng và toàn diện, có khả năng chơi ở một số vị trí tiền vệ khác, và được biết đến với khả năng mang, phân phối bóng và bắt đầu tấn công. chơi sau khi giành lại quyền sở hữu, thường hoạt động như một tiền vệ box-to-box ở giữa sân. Sự di chuyển của anh ấy trên sân cũng cho phép anh ấy đóng góp vào lối chơi tấn công của đội mình, vì nó thường kéo đối thủ ra khỏi vị trí, và lần lượt tạo ra khoảng trống cho đồng đội của anh ấy. Anh ấy cũng có khả năng thực hiện các pha tấn công hiệu quả vào vòng cấm và ghi bàn, điều này đã khiến anh được triển khai ở vị trí tiền vệ trung tâm tấn công nhiều hơn, bên trái trong thời gian thi đấu cho Juventus dưới thời huấn luyện viên Massimiliano Allegri, một vị trí được biết đến như là mezzala hay incursore trong thuật ngữ bóng đá Ý. Mặc dù ảnh hưởng chính của anh ấy là Claude Makélélé, phong cách chơi của anh ấy cũng được so sánh với Jean Tigana.
Trong thời gian diễn ra World Cup 2018, Matuidi cũng được bố trí đá ở vị trí mới cho tuyển Pháp dưới thời HLV Deschamps, chơi rộng, thay vì trung tâm, như một tiền vệ cánh trái hoặc tiền vệ tấn công trong sơ đồ 4–2–3–1. Trong hệ thống này, anh ta tỏ ra hiệu quả không kém, bất chấp vị trí không chính thống của mình, khi anh ta có thể theo dõi và hạn chế các mối đe dọa tấn công của các hậu vệ đối phương ở bên cánh. Hơn nữa, anh ấy cũng thường xuyên bó vào trung tâm để hỗ trợ Paul Pogba và N'Golo Kanté phòng thủ, điều này cũng giúp giảm thiểu khoảng trống cho các cầu thủ chủ lực của đối thủ Pháp trong suốt giải đấu, và cuối cùng giúp vô hiệu hóa tác động của họ đối với trận đấu. Hơn nữa, vai trò phòng ngự nhiều hơn của Matuidi bên cánh trái đã mang lại sự cân bằng trong đội, vì nó đã cho Kylian Mbappé giấy phép tấn công và chạy chỗ ở hàng phòng ngự từ cánh phải. Anh cũng được Allegri sử dụng trong vai trò tương tự tại Juventus. Một cầu thủ thuận chân trái, Matuidi đôi khi cũng được sử dụng trong vai trò phòng ngự bên cánh trái, ở vị trí hậu vệ trái, đặc biệt là dưới thời HLV Maurizio Sarri trong thời gian ở Juventus. Ngoài những phẩm chất của một cầu thủ, anh ấy còn nổi bật về sự ổn định  và tâm lý. Năm 2011, Christopher Almeras của Bleacher Report đã mô tả Matuidi là một trong những cầu thủ cướp bóng xuất sắc nhất châu Âu.

## Đời tư
Rapper Niska đã tri ân Matuidi bằng cách tạo ra bài hát "Matuidi Charo (PSG)" và điệu nhảy Charo, điệu nhảy của kền kền, sau đó được Matuidi phổ biến trên sân bóng.
Vào tháng 5 năm 2016, anh phát hành cuốn tự truyện của mình, "Au bout de mes rêves", được viết với sự cộng tác của Ludovic Pinton (nhà xuất bản Solar OCLC  953083014).
Vào năm 2018, anh ấy được vinh danh là nhà vô địch của năm và nhà vô địch vì hòa bình của tổ chức Peace and Sport, vì công việc của anh ấy với tổ chức 'Tremplin Blaise Matuidi' giúp tái hòa nhập các thanh niên ngoại ô.
Vào ngày 17 tháng 3 năm 2020, Matuidi có kết quả xét nghiệm dương tính với COVID-19, trong bối cảnh nó đang có đại dịch ở Ý.

## Thống kê sự nghiệp

### Câu lạc bộ

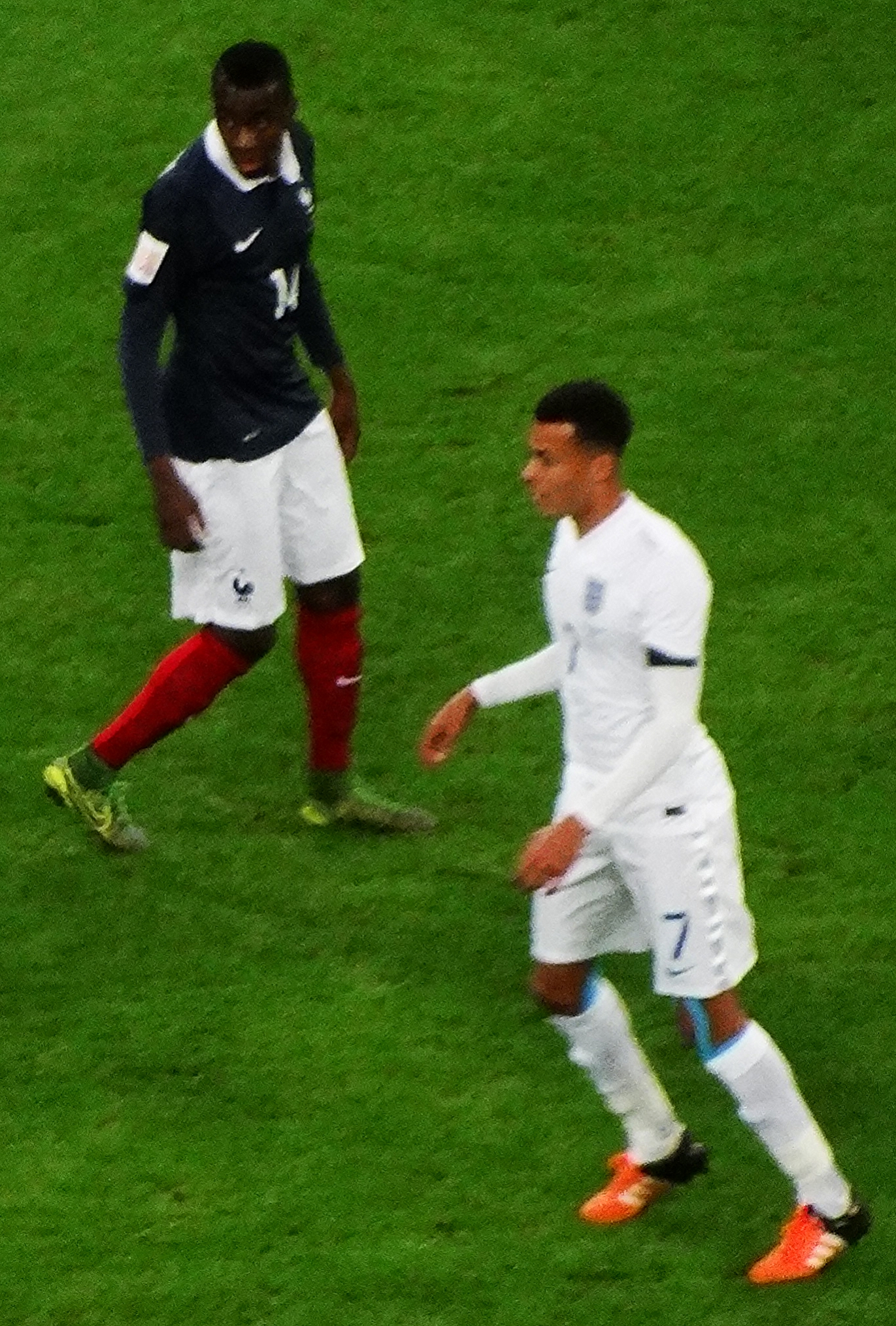
Matuidi (trái) đánh dấu Dele Alli của Anh khi làm nhiệm vụ quốc tế của Pháp, 2015

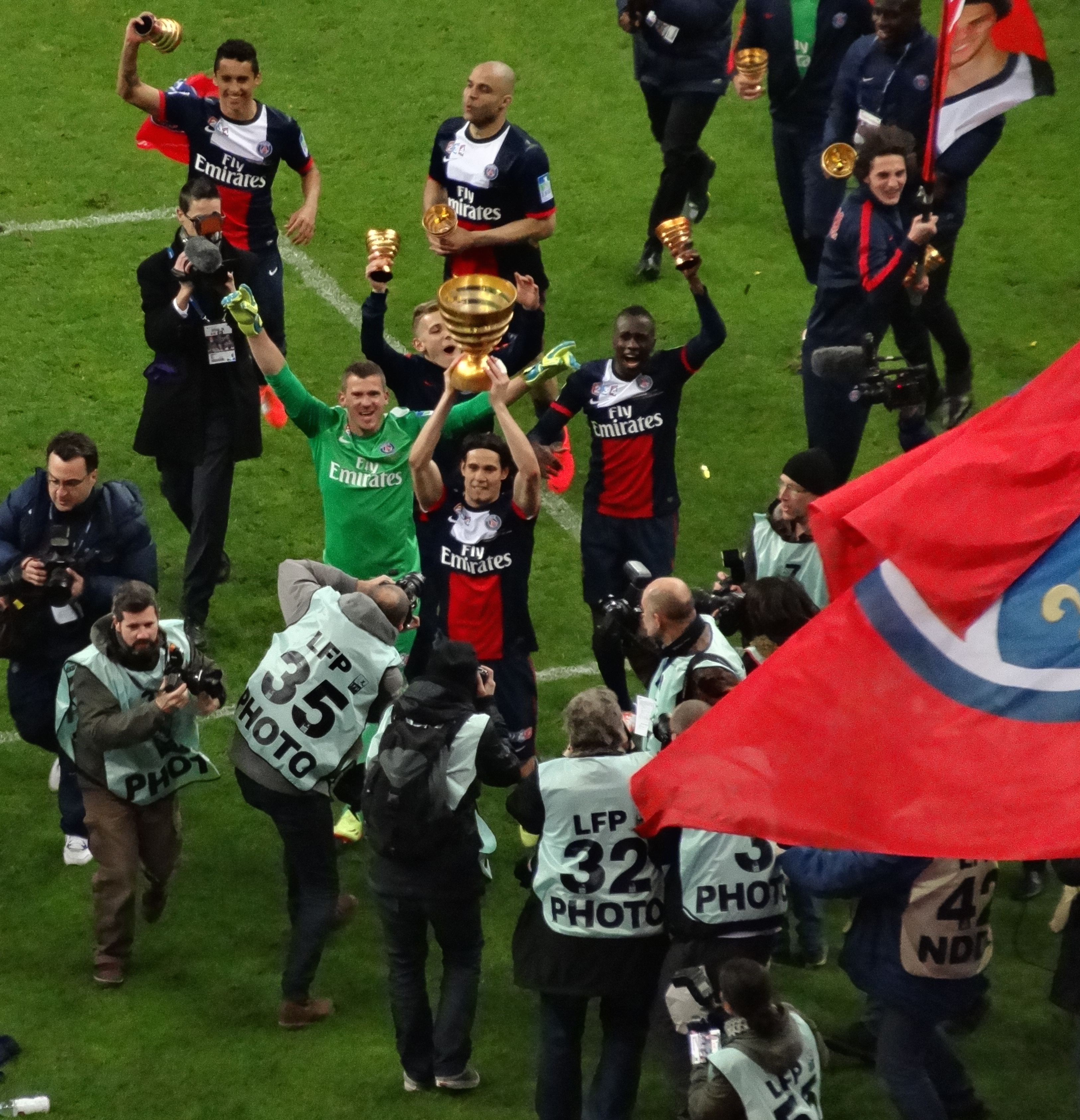
Matuidi (giữa) sau khi vô địch Coupe de la Ligue 2014.

Tính đến 16 tháng 11 năm 2021
| Câu lạc bộ          | Mùa giải            | Giải đấu            | Giải đấu | Giải đấu | Cúp quốc gia | Cúp quốc gia | Cúp liên đoàn | Cúp liên đoàn | Châu lục | Châu lục | Khác | Khác | Tổng cộng | Tổng cộng |
| Câu lạc bộ          | Mùa giải            | Hạng                | Trận     | Bàn      | Trận         | Bàn          | Trận          | Bàn           | Trận     | Bàn      | Trận | Bàn  | Trận      | Bàn       |
| ------------------- | ------------------- | ------------------- | -------- | -------- | ------------ | ------------ | ------------- | ------------- | -------- | -------- | ---- | ---- | --------- | --------- |
| Troyes              | 2004–05             | Ligue 2             | 2        | 0        | 1            | 0            | 0             | 0             | —        | —        | —    | —    | 3         | 0         |
| Troyes              | 2005–06             | Ligue 1             | 31       | 1        | 0            | 0            | 0             | 0             | —        | —        | —    | —    | 31        | 1         |
| Troyes              | 2006–07             | Ligue 1             | 34       | 3        | 0            | 0            | 1             | 0             | —        | —        | —    | —    | 35        | 3         |
| Troyes              | Tổng cộng           | Tổng cộng           | 67       | 4        | 1            | 0            | 1             | 0             | 0        | 0        | 0    | 0    | 69        | 4         |
| Saint-Étienne       | 2007–08             | Ligue 1             | 35       | 0        | 1            | 0            | 1             | 0             | —        | —        | —    | —    | 37        | 0         |
| Saint-Étienne       | 2008–09             | Ligue 1             | 27       | 2        | 2            | 0            | 1             | 0             | 9        | 0        | —    | —    | 39        | 2         |
| Saint-Étienne       | 2009–10             | Ligue 1             | 36       | 1        | 3            | 0            | 2             | 0             | —        | —        | —    | —    | 41        | 1         |
| Saint-Étienne       | 2010–11             | Ligue 1             | 34       | 0        | 1            | 0            | 2             | 0             | —        | —        | —    | —    | 37        | 0         |
| Saint-Étienne       | Tổng cộng           | Tổng cộng           | 132      | 3        | 7            | 0            | 6             | 0             | 9        | 0        | 0    | 0    | 154       | 3         |
| Paris Saint-Germain | 2011–12             | Ligue 1             | 29       | 1        | 2            | 0            | 0             | 0             | 4        | 0        | —    | —    | 35        | 1         |
| Paris Saint-Germain | 2012–13             | Ligue 1             | 37       | 5        | 4            | 1            | 2             | 0             | 9        | 2        | —    | —    | 52        | 8         |
| Paris Saint-Germain | 2013–14             | Ligue 1             | 36       | 5        | 2            | 0            | 4             | 1             | 9        | 1        | 1    | 0    | 52        | 7         |
| Paris Saint-Germain | 2014–15             | Ligue 1             | 34       | 4        | 5            | 0            | 4             | 0             | 10       | 1        | 0    | 0    | 53        | 5         |
| Paris Saint-Germain | 2015–16             | Ligue 1             | 31       | 4        | 5            | 1            | 2             | 0             | 9        | 0        | 1    | 0    | 48        | 5         |
| Paris Saint-Germain | 2016–17             | Ligue 1             | 34       | 4        | 6            | 1            | 4             | 0             | 8        | 2        | 0    | 0    | 52        | 7         |
| Paris Saint-Germain | 2017–18             | Ligue 1             | 2        | 0        | 0            | 0            | 0             | 0             | 0        | 0        | 1    | 0    | 3         | 0         |
| Paris Saint-Germain | Tổng cộng           | Tổng cộng           | 203      | 23       | 24           | 3            | 16            | 1             | 49       | 6        | 3    | 0    | 295       | 33        |
| Juventus            | 2017–18             | Serie A             | 32       | 3        | 5            | 0            | —             | —             | 9        | 1        | –    | –    | 46        | 4         |
| Juventus            | 2018–19             | Serie A             | 31       | 3        | 1            | 0            | —             | —             | 9        | 0        | 1    | 0    | 42        | 3         |
| Juventus            | 2019–20             | Serie A             | 35       | 0        | 4            | 0            | —             | —             | 5        | 1        | 1    | 0    | 45        | 1         |
| Juventus            | Tổng cộng           | Tổng cộng           | 98       | 6        | 10           | 0            | —             | —             | 23       | 2        | 2    | 0    | 133       | 8         |
| Inter Miami         | 2020                | Major League Soccer | 15       | 1        | —            | —            | —             | —             | —        | —        | 1    | 0    | 16        | 1         |
| Inter Miami         | 2021                | Major League Soccer | 32       | 1        | —            | —            | —             | —             | —        | —        | —    | —    | 32        | 1         |
| Inter Miami         | Tổng cộng           | Tổng cộng           | 47       | 2        | 0            | 0            | —             | —             | —        | —        | 1    | 0    | 48        | 2         |
| Tổng cộng sự nghiệp | Tổng cộng sự nghiệp | Tổng cộng sự nghiệp | 547      | 38       | 42           | 3            | 23            | 1             | 81       | 8        | 6    | 0    | 699       | 50        |

### Quốc tế
| Đội tuyển quốc gia | Năm       | Trận | Bàn |
| ------------------ | --------- | ---- | --- |
| Pháp               | 2010      | 1    | 0   |
| Pháp               | 2011      | 3    | 0   |
| Pháp               | 2012      | 5    | 0   |
| Pháp               | 2013      | 10   | 0   |
| Pháp               | 2014      | 13   | 4   |
| Pháp               | 2015      | 9    | 2   |
| Pháp               | 2016      | 14   | 2   |
| Pháp               | 2017      | 7    | 1   |
| Pháp               | 2018      | 15   | 0   |
| Pháp               | 2019      | 7    | 0   |
| Tổng cộng          | Tổng cộng | 84   | 9   |

#### Bàn thắng quốc tế
Tỷ số của Pháp được liệt kê đầu tiên, cột điểm cho biết tỷ số sau mỗi bàn thắng của Matuidi.
| #  | Ngày                | Địa điểm                                            | Trận thứ | Đối thủ  | Bàn thắng | Kết quả | Giải đấu                      |
| -- | ------------------- | --------------------------------------------------- | -------- | -------- | --------- | ------- | ----------------------------- |
| 1. | 5 tháng 3 năm 2014  | Stade de France, Saint-Denis, Pháp                  | 20       | Hà Lan   | 2–0       | 2–0     | Giao hữu                      |
| 2. | 8 tháng 6 năm 2014  | Sân vận động Pierre-Mauroy, Villeneuve-d'Ascq, Pháp | 23       | Jamaica  | 2–0       | 8–0     | Giao hữu                      |
| 3. | 8 tháng 6 năm 2014  | Sân vận động Pierre-Mauroy, Villeneuve-d'Ascq, Pháp | 23       | Jamaica  | 6–0       | 8–0     | Giao hữu                      |
| 4. | 20 tháng 6 năm 2014 | Itaipava Arena Fonte Nova, Salvador, Brazil         | 25       | Thụy Sĩ  | 2–0       | 5–2     | FIFA World Cup 2014           |
| 5. | 7 tháng 9 năm 2015  | Sân vận động Bordeaux mới, Bordeaux, Pháp           | 37       | Serbia   | 1–0       | 2–1     | Giao hữu                      |
| 6. | 7 tháng 9 năm 2015  | Sân vận động Bordeaux mới, Bordeaux, Pháp           | 37       | Serbia   | 2–0       | 2–1     | Giao hữu                      |
| 7. | 25 tháng 3 năm 2016 | Amsterdam Arena, Amsterdam, Hà Lan                  | 42       | Hà Lan   | 3–2       | 3–2     | Giao hữu                      |
| 8. | 30 tháng 5 năm 2016 | Sân vận động Beaujoire, Nantes, Pháp                | 43       | Cameroon | 1–0       | 3–2     | Giao hữu                      |
| 9. | 7 tháng 10 năm 2017 | Sân vận động Quốc gia Vasil Levski, Sofia, Bulgaria | 59       | Bulgaria | 1–0       | 1–0     | Vòng loại FIFA World Cup 2018 |

## Danh hiệu

### Câu lạc bộ

#### Paris Saint-Germain[10]
- Ligue 1: 2012–13, 2013–14, 2014–15, 2015–16
- Coupe de France: 2014–15, 2015–16, 2016–17
- Coupe de la Ligue: 2013–14, 2014–15, 2015–16, 2016–17
- Trophée des Champions: 2013, 2014, 2015, 2016, 2017

#### Juventus[10]
- Serie A: 2017–18, 2018–19, 2019–20
- Coppa Italia: 2017–18
- Supercoppa Italiana: 2018

### Quốc tế
- FIFA World Cup: 2018[11]

### Cá nhân
- Đội hình xuất sắc nhất năm của Ligue 1: 2012–13,  2015–16
- Cầu thủ Pháp xuất sắc nhất năm: 2015
- Giải thưởng cầu thủ của Globe Soccer Awards: 2018

### Tước hiệu
- Huân chương Bắc Đẩu Bội tinh: 2018